# 鹽行天后宮

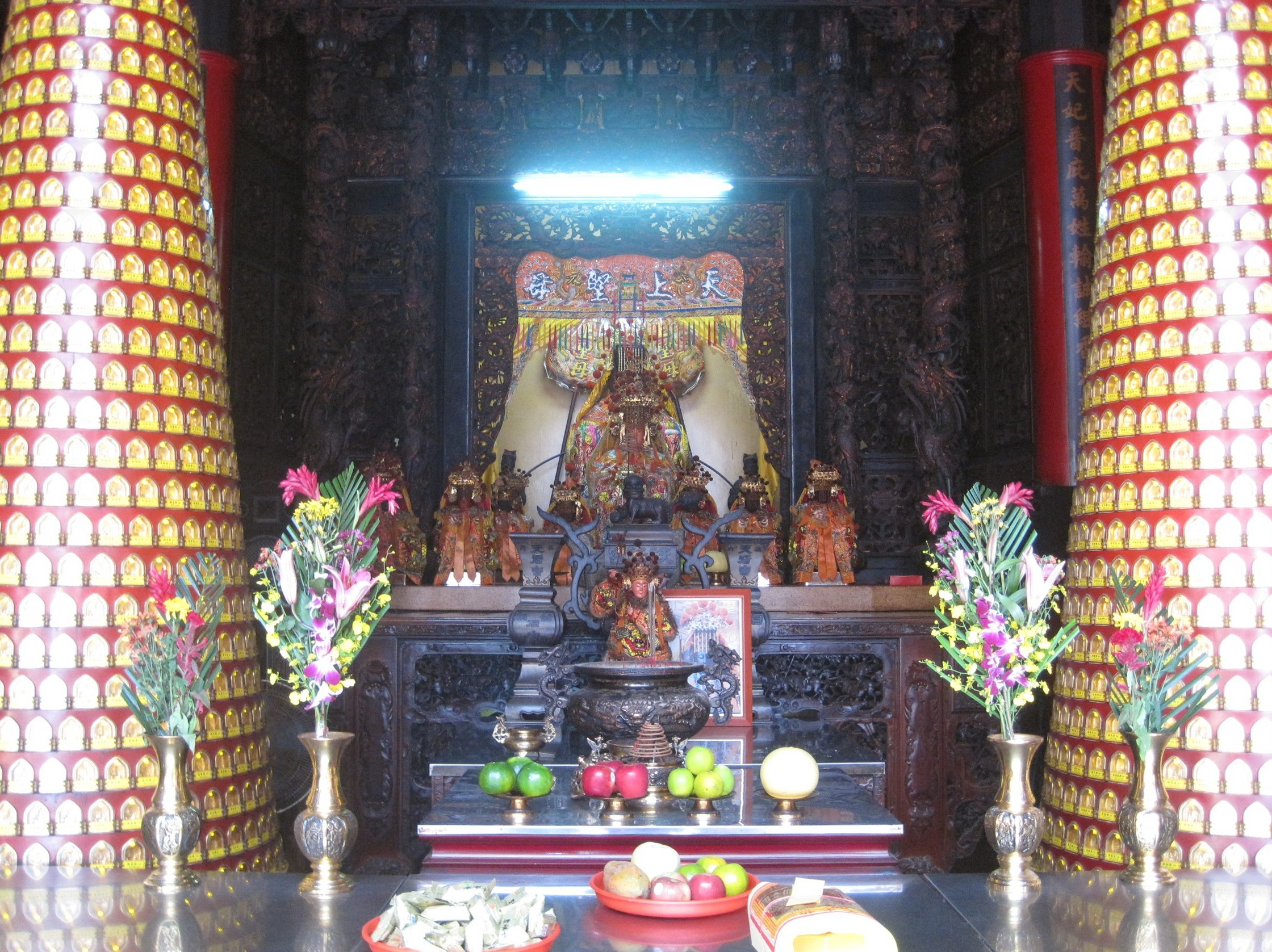
鹽行天后宮正殿神像

23°2′22.04″N 120°14′8.28″E / 23.0394556°N 120.2356333°E
鹽行天后宮位於臺灣臺南市永康區鹽行，是主祀媽祖的廟宇。該廟原先位在洲仔尾，故原稱洲仔尾天后宮。現今樣貌為民國五十七年（1968年）重建。
廟後擺設鄭其仁墓前的石馬與石望柱等文物，其中石馬與石望柱於2015年公告為古物。該石馬有著幻化成白馬精的傳說。

## 沿革

### 立廟由來
鹽行天后宮的前身「洲仔尾天后宮」，其創立年代一說是在康熙卅五年（1696年），而《臺南州祠廟名鑑》則寫說是乾隆十四年（1749年）。至於方志的記載，則可追溯到嘉慶十二年（1807年）的《續修臺灣縣志》。而該廟原本所在的洲仔尾地區，過去曾經位在臺江內海旁，闢有鹽場。洲仔尾因而繁榮，並使得週邊出現鹽行、渡船頭等聚落。天后宮即在此背景下，創立於洲仔尾。
此外天后宮的媽祖神像據說是隨鄭經來臺的媽祖，過去洲仔尾據說有鄭經別墅與陳永華花園，媽祖神像即被奉祀在陳永華花園中。陳永華後裔離臺後，媽祖神像仍在花園內，為附近居民所信奉。直到乾隆年間，花園舊宅殘破不堪，才建新廟供奉，是為洲仔尾天后宮。
民間傳聞洲仔尾天后宮舊址位於「真珠穴」上，據學者石萬壽於1970年代訪問當地人士，當地人士稱洲仔尾地區的地穴有龍穴、虎穴、真珠穴、龜穴、白馬穴五大地穴。龍穴由保寧宮所佔，龜穴為禹帝廟舊址，白馬穴經石萬壽推測為鄭其仁墓。而真珠穴則為天后宮故址。民國四十五年（1956年）吳新榮與江家錦等人到此地時，江家錦推測此地為平埔族遺跡，所謂真珠穴的真珠可能是平埔族的飾珠，漢人佔了「蕃」社，漢神就佔了「蕃」廟了。:177

### 發展
洲仔尾重要的製鹽產業，在乾隆年間由於暴雨洪水的破壞，使得洲北場與洲南場兩座鹽場先後遷離洲仔尾。道光三年（1823年）臺江內海消失後，更使得洲仔尾失去港口機能，地位逐漸被鹽行取代。同治元年（1862年）臺南地震後，洲仔尾天后宮遭到毀棄，廟中神像移置鹽行禹帝宮，廟地（一甲九分）也託禹帝宮管理。光緒六年（1880年）媽祖聖誕時，信眾曾舉辦盛大祭典並到鹿耳門遙向湄洲謁祖。
日治末期的皇民化運動中，洲仔尾天后宮大媽神像被日本人搬到二王廟與其他神像一起「被昇天」（火化）。而二媽神像則被信徒藏起來，輾轉送到白河關仔嶺的火山碧雲寺寄奉。
二次大戰後，二媽神像被迎回永康，由洲仔尾、鹽行、大竹林、三崁店四個聚落輪流奉祀。民國卅七年（1948年）四個聚落決定將倒塌廢置多時的洲仔尾天后宮徹底拆除，將建材分別交由各聚落保管。而原本託禹帝宮管理的廟地，則因為耕者有其田政策而放領出售。
民國五十七年（1968年）在鹽行重新蓋了天后宮後，才將神像安奉在新的廟中。民國七十三年（1984年），鹽行天后宮再次重建。並由石萬壽立碑〈重建洲仔尾鹽行天后宮記〉於廟內。

## 宗教活動

### 祭祀圈
鹽行天后宮前身洲仔尾天后宮是臺灣縣武定里公廟，為洲仔尾、鹽行、大竹林、北管、花園、大橋、六甲頂、凹仔底、三崁店、埔寮、東邊寮等聚落所信奉。但在廢置多年後，今天主要的轄庄只剩下鹽行、洲仔尾、大竹林、三崁店四個聚落。

### 遶境
鹽行天后宮的遶境為不定期舉辦，舉行時間大多在媽祖誕辰前後，其範圍主要包括永康區的鹽行、鹽洲、甲頂、蔦松、三民等里。其路線大致是鹽行天后宮→鹽行禹帝宮→洲仔尾保寧宮→慈靈廟→大竹林竹安宮→三崁店保靈宮→蔦松三老爺宮→鹽行天后宮。

### 迎媽祖
原先位在洲仔尾的洲北場在輾轉遷移到今北門區後，搬遷到北門的鹽民於咸豐年間會在每年農曆六月迎請洲仔尾二媽，並讓二媽鑑賞七月的普渡。而同樣輾轉遷到北門區的瀨東場，也參與迎媽祖的活動。
早期的「迎媽祖」，是由洲北場（北門、舊埕）的「永隆宮」迎請，一段時間後再由瀨東場（井仔腳）「興福宮」（今名「泰安宮」）接請過去祭祀，之後再送回洲仔尾。後來為求公平，改成兩地輪流，即一年「洲北迎，瀨東送」，一年「瀨東迎，洲北送」。二次大戰後，北門與舊埕兩地意見不和，舊埕退出自行迎媽祖。此後輪流制又改回固定制，由井仔腳迎，北門送。
但在1993年北門與井仔腳因媽祖駐駕日數與鹽行天后宮協商不成，結果兩地因而斷香。直到2011年，永隆宮再次迎請媽祖，但這次只有北門一地獨自迎請。

## 文物
鹽行天后宮後方，除了有公告為「一般古物」類文化資產的鄭其仁墓前石馬與石望柱，於2015年5月11日公告為古物。另外還有鄭其仁妾黃氏的壽域碑。
此外廟中還有依據《續修臺灣縣志》之記載仿古新刻的〈新建塭岸橋碑記〉碑，記載乾隆三十一年（1766年）時任臺灣知府蔣允焄因洲仔尾地區交通困難，而「捐俸率先」建築洲仔尾塭岸橋與長堤的事蹟。

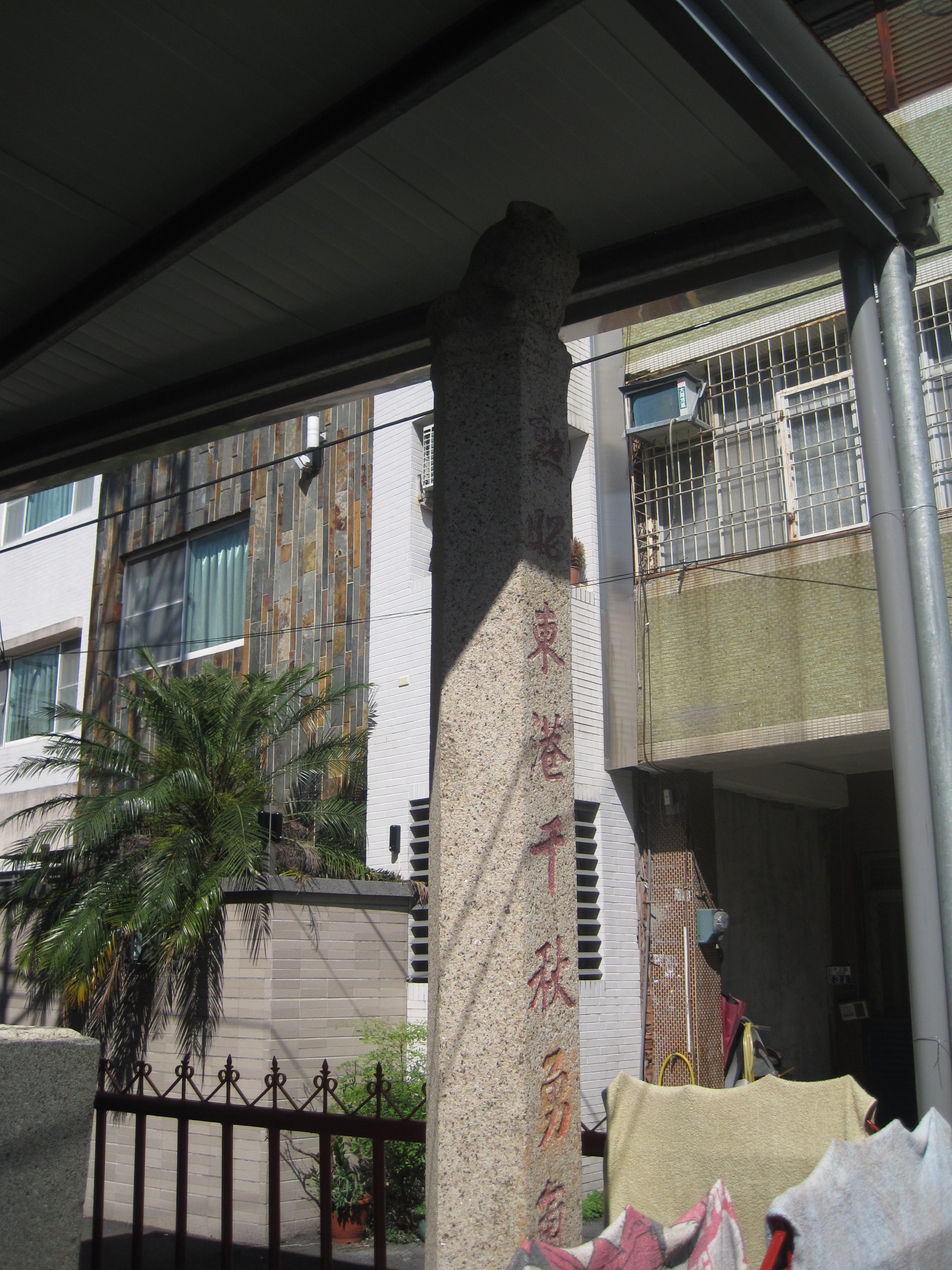
鄭其仁墓前石望柱，上書「勳照東港千秋勇氣壯山河」。

### 石馬成精傳說

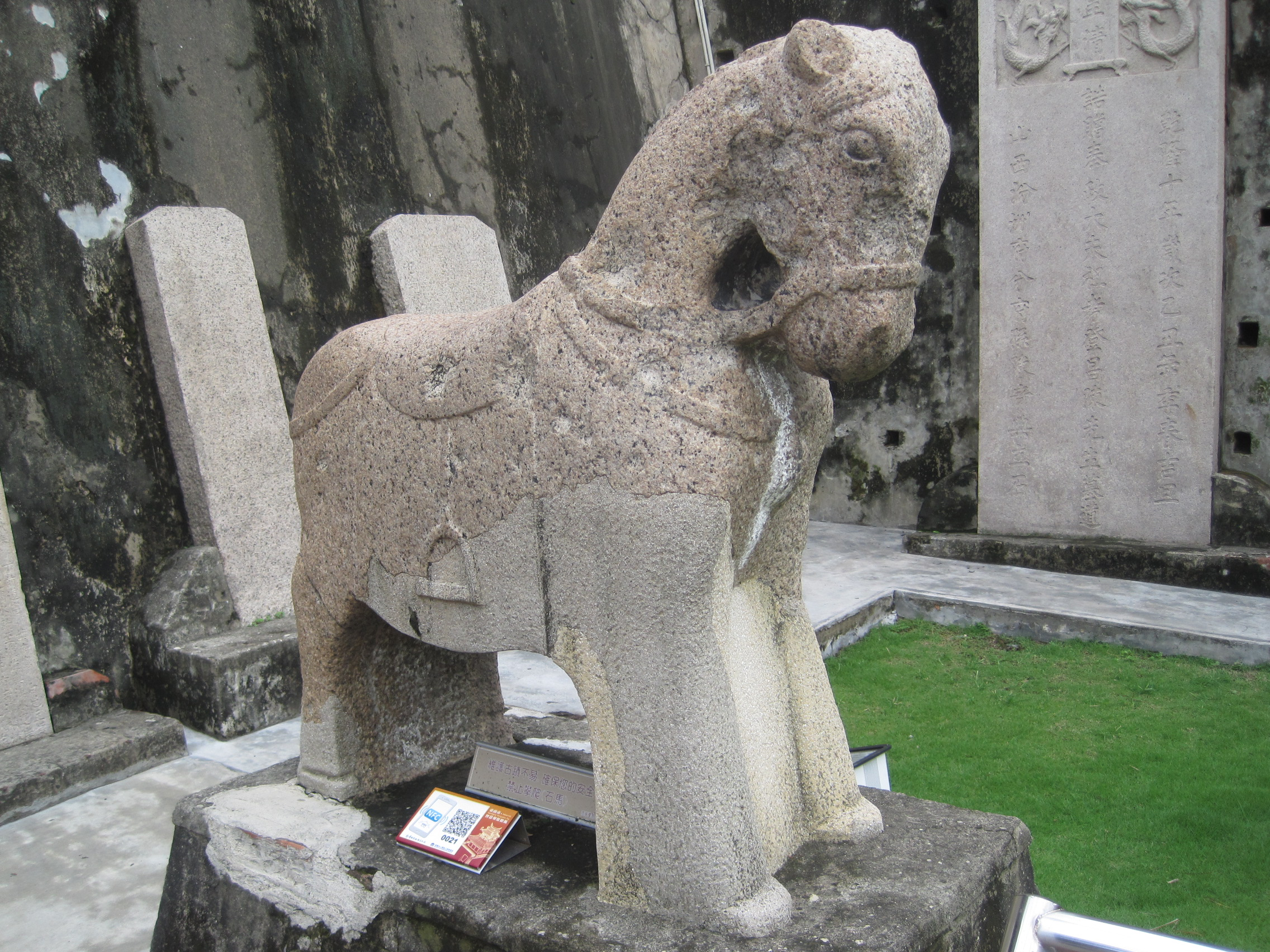
位於赤嵌樓的石馬

而關於鄭其仁墓的石馬，有著白馬精的傳說。據說鄭其仁墓的墓址，過去是鄭成功與鄭經父子墳墓的所在地（另一說是鄭克𡒉墓址），石馬即是當時的文物。該地據說是白馬穴，墓前兩匹石馬得到靈氣後常在夜間巡邏。後來清政府將鄭氏靈柩遷走，石馬等物後來被鄭其仁墓所用。此後傳說石馬不願替鄭其仁守墓，因而四處作怪。之後附近居民發現原來是這兩匹石馬在作怪，乃打斷了石馬前腿。不過關於石馬斷腿的原因，另有一說可能是林爽文子弟兵的後代對鄭其仁心懷怨恨而報復所致。
而這對石馬，其中一匹於1933年出土後被移置到赤嵌樓展示（即赤崁樓石馬），另外一匹則於於1977年2月由學者石萬壽、周泰宏、郭德鈴等人考古挖出，放置到鹽行天后宮後方展示。

## 其他
- 有故事說鹽行天后宮的趙府元帥與洲仔尾保寧宮的保生大帝某日在討論某個處在彌留狀態之人的生死，保生大帝人為此人已經沒救，但趙府元帥認為只要能將藥灌下去便尚有希望[17]:140。後來依趙府元帥之意見重新煎藥，將藥灌入該人口中後，該人果真救活[17]:140。李志祥〈洲仔尾採訪考察錄〉一文這則故事與「媽祖、大道公鬥法」故事的意義相同，而由趙府元帥的意見為是這一點暗示不用媽祖出面，文鬥方面便已得勝，暗示媽祖的法力更為高超[17]:140。